# Waldemar Schupp
Waldemar Schupp (* 18. April 1927 in Leipzig; † 15. Oktober 2021 in Goslar) war ein deutscher Geschichtswissenschaftler. Er war bis 1960 Leiter der Zentralstelle für Genealogie in Leipzig, dann Direktor der Fachschule für Archivwesen in Potsdam bis 1990. Hier unterstützte er wissenschaftlich die Brauchtumspflege für Franz Mehring. Als Fachschulreferent unterrichtete er Verfassungs- und Verwaltungsgeschichte, Historische Hilfswissenschaften, vorher auch Geschichte der politischen Organisation der Gesellschaft. Seine letzte Ruhestätte fand er auf dem Südwestkirchhof Stahnsdorf.

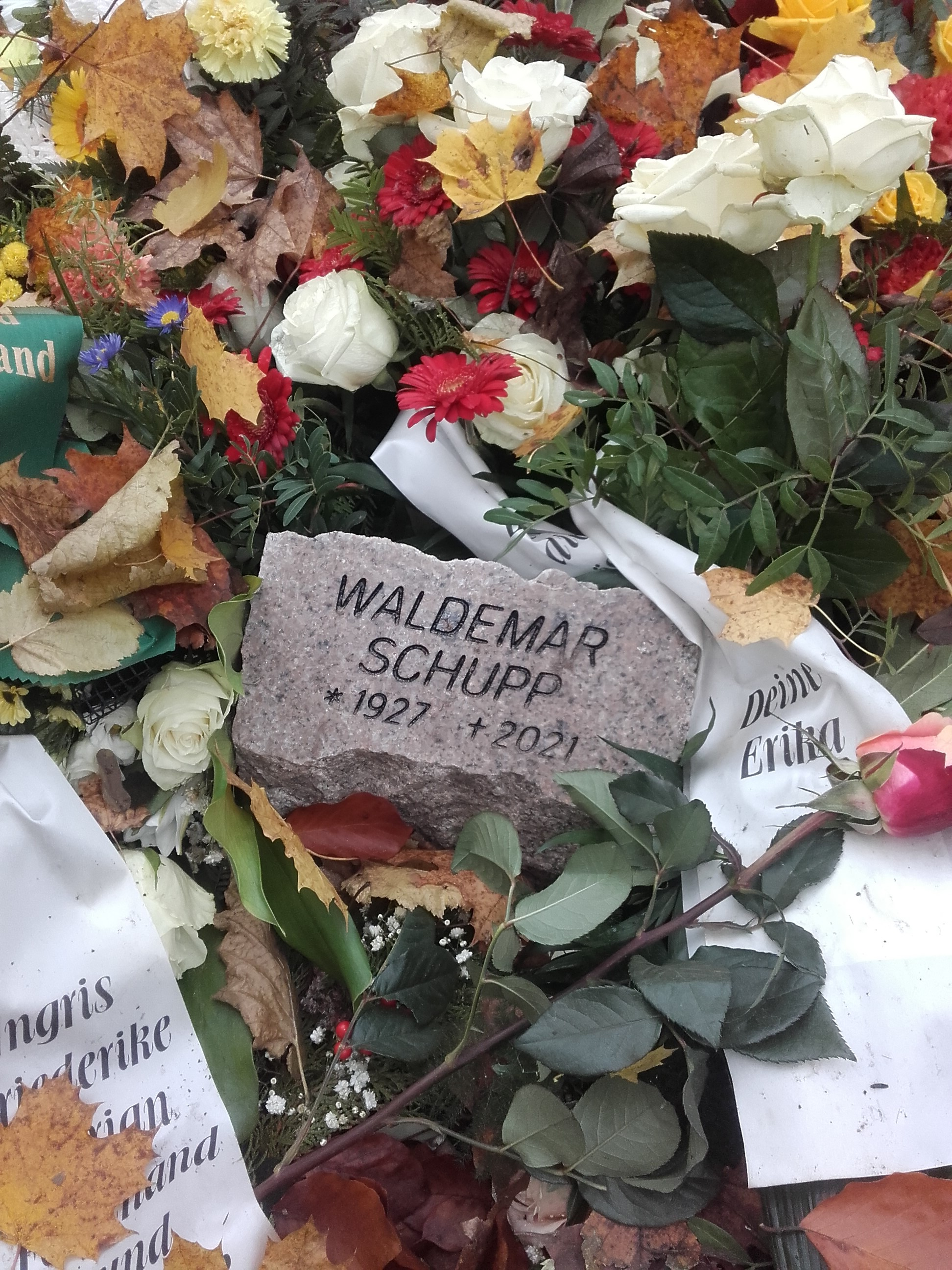
Grab auf dem Südwestkirchhof Stahnsdorf

## Werke
- Franz Mehring, Leben und Wirken in Dokumenten. Fachschule für Archivwesen (Potsdam): Schriftenreihe zur Franz-Mehring-Traditionspflege der Fachschule für Archivwesen Potsdam; H. 2, 1984.
- Rudi Lechelt, Karin Rentsch, Waldemar Schupp: Fachschule für Archivwesen Franz Mehring: Chronik 1955–1985. Potsdam 1985.
- Neue Städte und deren Wappen in Deutschland seit der Wiedervereinigung. Degener, Neustadt a. d. Aisch 2001.
- Peter Bahl, Friedrich Beck, Regina Rousavy, Waldemar Schupp (Hrsg.): Zehn Jahre Fachgruppe Historische Hilfswissenschaften. Beiträge der gemeinsamen Tagung des Herold mit seiner Fachgruppe Historische Hilfswissenschaften am 28. April 2005 im Museum Europäischer Kulturen in Berlin-Dahlem. Prof. Dr. Eckart Henning MA gewidmet anläßlich seines 65. Geburtstages. (= Herold-Studien, Band 8). Degener, Neustadt an der Aisch 2005, ISBN 978-3-7686-7021-0.